# Aderus feai
Aderus feai é uma espécie de besouros da família Aderidae, os besouros de folhas semelhantes a formigas.  Ocorre em Cabo Verde. A espécie foi descrita em 1906 por Maurice Pic, que a batizou em homenagem ao zoólogo Leonardo Fea.